# Tristan Marguet
Tristan Marguet (Monthey, 22 de agosto de 1987) es un deportista suizo que compite en ciclismo en las modalidades de pista y ruta.
Ganó dos medallas en el Campeonato Europeo de Ciclismo en Pista, plata en 2015 y bronce en 2018. En los Juegos Europeos de Minsk 2019 obtuvo una medalla de oro en la prueba de madison.

## Medallero internacional
| Juegos Europeos    | Juegos Europeos        | Juegos Europeos   | Juegos Europeos |
| Año                | Lugar                  | Medalla           | Competición     |
| ------------------ | ---------------------- | ----------------- | --------------- |
| 2019               | Minsk ( Bielorrusia)   | Medalla de oro    | Madison         |
| Campeonato Europeo |                        |                   |                 |
| Año                | Lugar                  | Medalla           | Competición     |
| 2015               | Grenchen ( Suiza)      | Medalla de plata  | Scratch         |
| 2018               | Glasgow ( Reino Unido) | Medalla de bronce | Scratch         |

## Palmarés
2018
- 1 etapa del Tour del Mar Negro[2]